# Louis Gauchat
Louis Gauchat (* 12. Januar 1866 in Les Brenets; † 22. August 1942 in Lenzerheide) war ein Schweizer Romanist und Sprachwissenschaftler.

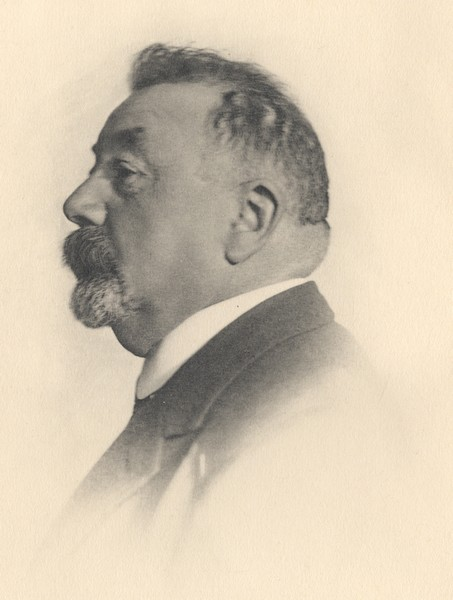
Louis Gauchat

## Leben und Werk
Gauchat studierte in Zürich und Paris (bei Gaston Paris) und promovierte 1890 bei Heinrich Morf in Zürich über Le patois de Dompierre (Halle a. S. 1891). Er war dann Gymnasiallehrer in Bern und Zürich und Privatdozent (1893 bis 1896 in Bern, 1897 bis 1902 in Zürich). Von 1902 bis 1907 war er ordentlicher Professor in Bern. Von 1907 bis 1931 hatte er als Nachfolger von Jakob Ulrich in Zürich den sprachwissenschaftlichen romanistischen Lehrstuhl inne und war von 1926 bis 1928 auch Rektor der Universität.
Zusammen mit Jules Jeanjaquet und Ernest Tappolet gründete er 1899 das Glossaire des patois de la Suisse romande, zusammen mit Albert Bachmann 1913 das Phonogrammarchiv der Universität Zürich.

## Weitere Werke
- L’unité phonétique dans le patois d’une commune, in: Aus romanischen Sprachen und Literaturen. Festschrift Heinrich Morf, Halle an der Saale 1905, Nachdruck Genève 1980, S. 175–232
- Grammaire et lexicographie des patois de la Suisse romande: Bibliographie analytique, Neuchâtel 1916
- Les noms de lieux et de personnes de la Suisse romande: Bibliographie analytique, Neuchâtel 1919
- Glossaire des patois de la Suisse romande, fondé par Louis Gauchat, Jules Jeanjaquet, Ernst Tappolet, Neuchâtel 1924 ff.